# La Manguilla
La Manguilla és un paratge natural de la Pobla de Vallbona (el Camp de Túria). Es tracta d'un bosc mediterrani d'11 hectàrees protegit sota la figura de Paratge Natural Municipal des de 2011.
Situat al nord-est del terme municipal de La Pobla de Vallbona, a uns 7 quilòmetres del nucli urbà, i a tocar de les zones residencials Urbanització La Torre de Porta Coeli en terme de Serra al nord; i la Urbanització Els Pinars el terme de Bétera per l'est. Està ben a prop de la confluència del barranc de Pedralbilla amb el Carraixet.
La Manguilla es troba a una altura d'entre 160 i 165 metres sobre el nivell del mar, i està format per una massa boscosa formada per nombrosos exemplars de pi blanc (Pinus halepensis) i un sotabosc dominat per espècies com el coscoll (Quercus coccifera) i el llentiscle (Pistacia lentiscus), que configuren el típic matoll mediterrani. En les proximitats del paratge es va localitzar un únic exemplar, molt envellit, de l’estepa de Cartagena (Cistus heterophyllus subsp. carthaginensis), una de les dos úniques espècies valencianes de plantes en perill d'extinció, incloses dins del catàleg nacional d'espècies amenaçades.
El Paratge Natural Municipal va estar declarat el 2011 donat l'interès botànic, ecològic, geomorfològic i sociocultural, i la seua proximitat al Parc Natural de la Serra Calderona. És de propietat i gestió de l'Ajuntament de la Pobla de Vallbona, i compta amb una àrea recreativa i diverses sendes i camins senyalitzats amb panells interpretatius de la flora del paratge.